# Чемпионат Австрии по футболу
Австрийская футбольная бундеслига (нем. Österreichische Fußball-Bundesliga) — высший дивизион чемпионата Австрии по футболу. По его результатам определяется чемпион страны и представители Австрии в еврокубках, проводимых УЕФА. Первый сезон австрийской бундеслиги состоялся в сезоне 1974/75, в 1991 году турнир был перерегистрирован. Сейчас австрийская Бундеслига разделена на два дивизиона. Действующим чемпионом является клуб «Штурм» из Граца.

## Формат
В чемпионате участвуют 12 клубов. В течение сезона клуб играет по два матча с каждым из других клубов. После этого лига разбивается в соответствии с результатами первых кругов на 2 группы (6 лучших команд в первой и 6 остальных команд во второй), внутри первой выявляются сильнейшие клубы, участвующие в еврокубковых турнирах в следующем сезоне, а внутри второй — слабейший клуб, выбывающий во вторую лигу.

### Квалификация в еврокубки
В соответствии с позицией ассоциации в таблице коэффициентов УЕФА на 2021 год (10-е место), клуб-чемпион и серебряный призёр получают право участвовать в Лиге чемпионов сразу с раунда плей-офф и 2-го квалификационного раунда соответственно; команда, занявшая 3-е место — с раунда плей-офф Лиги Европы; команды, занявшие 4-е и 5-е места, будут участвовать в Лиге конференций.

## История
Футбол проник в Австрию примерно в 1890 году, а в 1911 году прошёл первый чемпионат Австрии. Это соревнование было организовано Нижнеавстрийской футбольной федерацией. Команды не из этого региона впервые приняли участие в чемпионате в 1937 году, когда была образована Национальная лига. После аншлюса австрийские команды участвовали в германской Гаулиге (совместный чемпионат Германии и Австрии), и венский «Рапид» даже становился чемпионом Германии в 1941 году. После окончания войны в 1949 году была образована Всеавстрийская Статслига А. Однако в этом же году венские любительские клубы поссорились с профессионалами и организовали свою лигу, а в Статслиге играли лишь клубы из Нижней Австрии. В 1965 году Австрийский футбольный союз начал подготовку к возрождению Национальной лиги и в 1974 была организована Австрийская футбольная бундеслига. В 1991 Бундеслига перерегистрирована как отдельная федерация, тем не менее входящая в Австрийский футбольный союз.

## Текущий сезон

### Участники
| Команда              | Город                  | Стадион               | Вместимость |
| -------------------- | ---------------------- | --------------------- | ----------- |
| Аустрия (Вена)       | Вена                   | Дженерали Арена       | 17 500      |
| Аустрия Клагенфурт   | Клагенфурт-ам-Вёртерзе | Вёртерзе-Штадион      | 32 000      |
| Блау-Вайсс           | Линц                   | Донаупарк             | 5595        |
| Вольфсберг АК        | Вольфсберг             | Лафанталь-Арена       | 7300        |
| ВСГ Сваровски Тироль | Инсбрук                | Тиволи Штадион Тироль | 16 008      |
| ГАК                  | Грац                   | Меркур Арена          | 16 364      |
| ЛАСК                 | Линц                   | Вальдштадион          | 6009        |
| Райндорф Альтах      | Альтах                 | Шнабельхольц          | 8500        |
| Рапид (Вена)         | Вена                   | Альянц                | 28 000      |
| Ред Булл             | Вальс-Зиценхайм        | Ред Булл Арена        | 30 188      |
| Хартберг             | Хартберг               | Хартберг              | 5000        |
| Штурм                | Грац                   | Меркур-Арена          | 16 364      |

## Список чемпионов
- 1912 Рапид (Вена)
- 1913 Рапид (Вена)
- 1914 ВАФ
- 1915 Винер АК
- 1916 Рапид (Вена)
- 1917 Рапид (Вена)
- 1918 Флоридсдорф
- 1919 Рапид (Вена)
- 1920 Рапид (Вена)
- 1921 Рапид (Вена)
- 1922 Винер Шпорт-Клуб
- 1923 Рапид (Вена)
- 1924 Аматёр
- 1925 Хакоах Вена
- 1926 Аматёр
- 1927 Адмира Вена
- 1928 Адмира Вена
- 1929 Рапид (Вена)
- 1930 Рапид (Вена)
- 1931 Фёрст Вена
- 1932 Адмира Вена
- 1933 Фёрст Вена
- 1934 Адмира Вена
- 1935 Рапид (Вена)
- 1936 Адмира Вена
- 1937 Адмира Вена
- 1938 Рапид (Вена)
- 1939 Адмира Вена (Гаулига Остмарк)
- 1940 Рапид (Вена) (Гаулига Остмарк)
- 1941 Рапид (Вена) (Гаулига Остмарк)
- 1942 Фёрст Вена (Гаулига Остмарк)
- 1943 Фёрст Вена (Гаулига Остмарк)
- 1944 Фёрст Вена (Гаулига Остмарк)
- 1945 Рапид (Вена)
- 1946 Рапид (Вена)
- 1947 Ваккер Вена
- 1948 Рапид (Вена)
- 1949 Аустрия (Вена)
- 1950 Аустрия (Вена)
- 1951 Рапид (Вена)
- 1952 Рапид (Вена)
- 1953 Аустрия (Вена)
- 1954 Рапид (Вена)
- 1955 Фёрст Вена
- 1956 Рапид (Вена)
- 1957 Рапид (Вена)
- 1958 Винер Шпорт-Клуб
- 1959 Винер Шпорт-Клуб
- 1960 Рапид (Вена)
- 1961 Аустрия (Вена)
- 1962 Аустрия (Вена)
- 1963 Аустрия (Вена)
- 1964 Рапид (Вена)
- 1965 Линц
- 1966 Адмира Вена
- 1967 Рапид (Вена)
- 1968 Рапид (Вена)
- 1969 Аустрия (Вена)
- 1970 Аустрия (Вена)
- 1971 Ваккер Инсбрук
- 1972 Ваккер Инсбрук
- 1973 Ваккер Инсбрук
- 1974 ФЁСТ Линц
- 1975 Ваккер Инсбрук
- 1976 Аустрия Вена/ВАК
- 1977 Ваккер Инсбрук
- 1978 Аустрия (Вена)
- 1979 Аустрия (Вена)
- 1980 Аустрия (Вена)
- 1981 Аустрия (Вена)
- 1982 Рапид (Вена)
- 1983 Рапид (Вена)
- 1984 Аустрия (Вена)
- 1985 Аустрия (Вена)
- 1986 Аустрия (Вена)
- 1987 Рапид (Вена)
- 1988 Рапид (Вена)
- 1989 Сваровски-Тироль
- 1990 Сваровски-Тироль
- 1991 Аустрия (Вена)
- 1992 Аустрия (Вена)
- 1993 Аустрия (Вена)
- 1994 Зальцбург
- 1995 Зальцбург
- 1996 Рапид (Вена)
- 1997 Зальцбург
- 1998 Штурм
- 1999 Штурм
- 2000 Тироль
- 2001 Тироль
- 2002 Тироль
- 2003 Аустрия (Вена)
- 2004 ГАК
- 2005 Рапид (Вена)
- 2006 Аустрия (Вена)
- 2007 Ред Булл Зальцбург
- 2008 Рапид (Вена)
- 2009 Ред Булл Зальцбург
- 2010 Ред Булл Зальцбург
- 2011 Штурм
- 2012 Ред Булл Зальцбург
- 2013 Аустрия (Вена)
- 2014 Ред Булл Зальцбург
- 2015 Ред Булл Зальцбург
- 2016 Ред Булл Зальцбург
- 2017 Ред Булл Зальцбург
- 2018 Ред Булл Зальцбург
- 2019 Ред Булл Зальцбург
- 2020 Ред Булл Зальцбург
- 2021 Ред Булл Зальцбург
- 2022 Ред Булл Зальцбург
- 2023 Ред Булл Зальцбург
- 2024 Штурм
- 2025 Штурм

## Статистика по клубам
| Клуб                  | Титулы | Годы побед |
| --------------------- | ------ | --- |
| Рапид                 | 32     | 1912, 1913, 1916, 1917, 1919, 1920, 1921, 1923, 1929, 1930, 1935, 1938, 1940, 1941, 1946, 1948, 1951, 1952, 1954, 1956, 1957, 1960, 1964, 1967, 1968, 1982, 1983, 1987, 1988, 1996, 2005, 2008 |
| Аустрия               | 24     | 1924, 1926, 1949, 1950, 1953, 1961, 1962, 1963, 1969, 1970, 1976, 1978, 1979, 1980, 1981, 1984, 1985, 1986, 1991, 1992, 1993, 2003, 2006, 2013                                                 |
| Ред Булл              | 17     | 1994, 1995, 1997, 2007, 2009, 2010, 2012, 2014, 2015, 2016, 2017, 2018, 2019, 2020, 2021, 2022, 2023                                                                                           |
| Адмира Ваккер Мёдлинг | 9      | 1927, 1928, 1932, 1934, 1936, 1937, 1939, 1947, 1966 |
| Фёрст Вена            | 6      | 1931, 1933, 1942, 1943, 1944, 1955 |
| Ваккер Инсбрук        | 5      | 1971, 1972, 1973, 1975, 1977 |
| Штурм                 | 5      | 1998, 1999, 2011, 2024, 2025 |
| Тироль                | 3      | 2000, 2001, 2002 |
| Винер Шпорт-Клуб      | 3      | 1922, 1958, 1959 |
| Сваровски-Тироль      | 2      | 1989, 1990 |
| Вакер Вена            | 1      | 1947 |
| ГАК Грац              | 1      | 2004 |
| ЛАСК                  | 1      | 1965 |
| Фёст Линц             | 1      | 1974 |
| Хакоах Вена           | 1      | 1925 |
| Флоридсдорфер         | 1      | 1918 |
| Винер АК              | 1      | 1915 |
| Винер АФ              | 1      | 1914 |